# Эрланже, Камиль
Ками́ль Эрланже́ или Эрланге́р (фр. Camille Erlanger; 25 мая 1863 года, Париж — 24 апреля 1919 года, там же) — французский композитор. 

## Биография
Закончил Парижскую консерваторию, ученик Лео Делиба. В 1888 году был удостоен Римской премии за оперу «Велледа», в том же году написал другую оперу, «Святой Юлиан Странноприимец», постановка которой в 1894 г. принесла ему известность. Некоторое время руководил хором в парижской синагоге на улице Курнелль (Rue de Cournelles). Отец Филиппа Эрланже — государственного деятеля и писателя, одного из основателей Каннского кинофестиваля.

## Творчество
Оркестровые пьесы
- «Фантастическая охота» (La chasse fantastique)
- «Карнавальная серенада» (Sérénade carnavalesque)

Оперы
- «Легенда о св. Юлиане Милостивом» (Saint Julien l’Hospitalier, 1888) — драматическая легенда по одноимённому рассказу Флобера (либретто Марселя Люге).
- «Польский еврей» (Le juif polonais, 1900) — лирическая драма по повести творческого дуэта Эркмана-Шатриана (Erckmann-Chatrian).
- «Звёздный сын» (Le fils de l'étoile, 1904) — о Шимоне Бар-Кохба, в сотрудничестве с Катуллом Мендесом.

Балеты
- «Золушка». Балет был поставлен в 1938 году в труппе Русского балета полковника де Базиля (балетмейстер — М. Фокин, в главной партии — Т. Рябушинская).